# Parque nacional de Zombitse-Vohibasia
El Parque nacional de Zombitse-Vohibasia (en francés: Parc national de Zombitse-Vohibasia) es un área protegida situada en el suroeste de Madagascar, a 147 km al noreste de Toliara (Tuléar) de la région Atsimo-Andrefana. Este fue creado en 1997. Tiene una superficie de 36 308 hectáreas, repartido en 3 áreas: el bosque de Zombitse de 16 845 ha, las zonas de Isoky Vohimena de 3293 ha y las 16 170 hectáreas de Vohibasia.